# Gebiet der Stadt Danzig

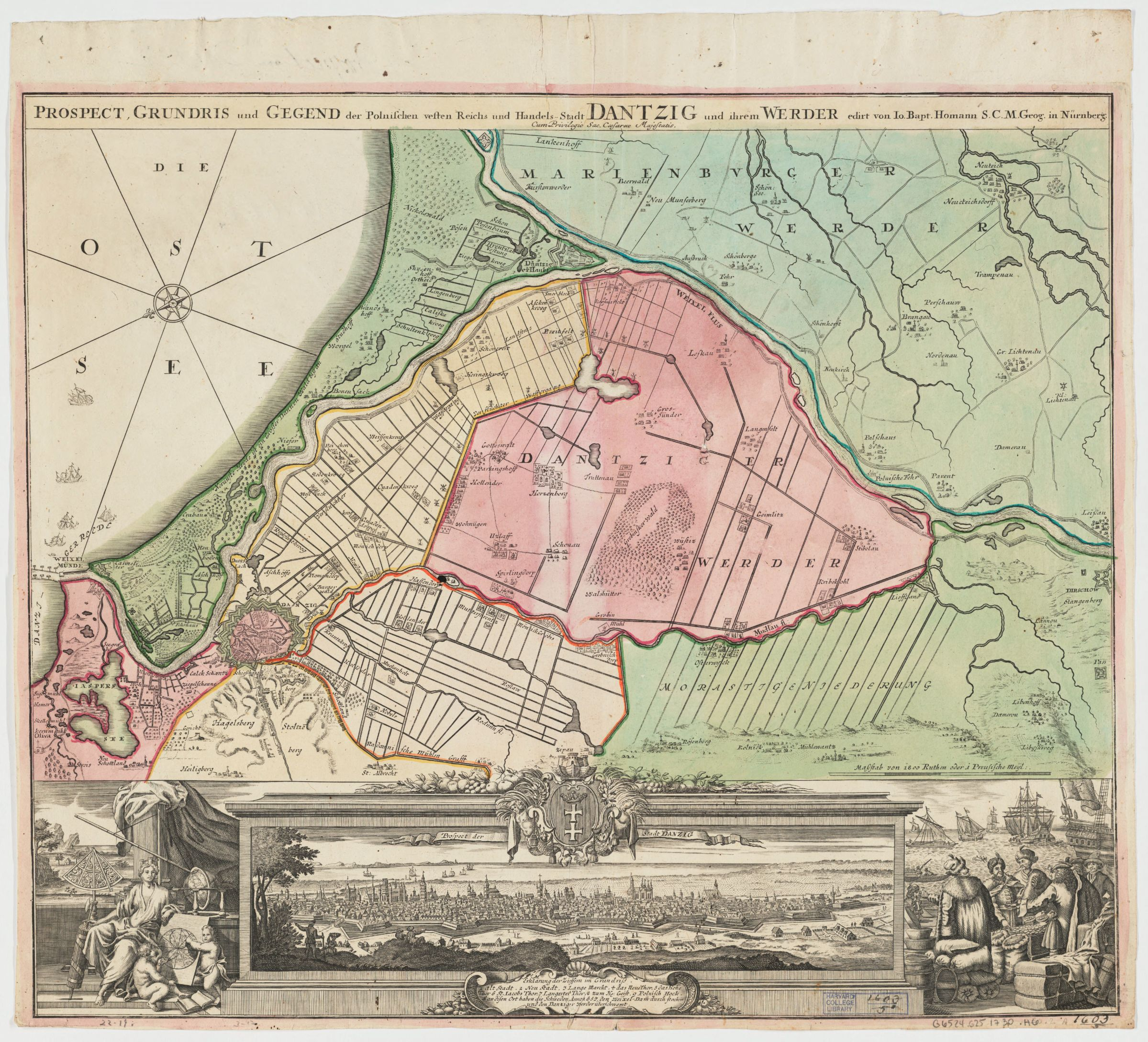
Karte des Danziger Gebiets (1730) ohne den Ostteil der Nehrung, die Danziger Höhe und Hela – das rote Gebiet links gehört zu Oliva

Das Gebiet der Stadt Danzig umfasste über Jahrhunderte umfangreiche Gebiete außerhalb der Befestigungen der Stadt Danzig. Dazu gehörten große Teile des Danziger Werders und der Danziger Nehrung, die der Versorgung der Stadt dienten.

## Geschichte

### Ordenszeit
Die Stadt Danzig wurde im November 1308 in den Deutschordensstaat eingegliedert. Der Hochmeister Ludolf König von Wattzau verlieh ihr 1342/1343 eine Handfeste und das Kulmer Recht. Er bestätigte älteren Landbesitz und verlieh der Stadt Landbesitz zwischen dem Fluss Mottlau und dem Bischofsberg, der dem Bischof von Leslau gehörte. Die Stadt erhielt das Bauamt, in dem sie 1346 das Dorf Neuendorf begründen durfte. Hinzu kam der Holm jenseits der Weichsel als Weide für Pferde. In den folgenden Jahren erwarben Danziger Patrizier und die Hospitalstiftungen der Stadt weiteren Landbesitz auf der Danziger Höhe und an der Radaune.

### Unter der polnischen Krone
Nach der Niederlage des Ordens in der Schlacht bei Tannenberg schloss sich der Danziger Stadtrat der polnischen Krone an. In den ersten Verhandlungen mit König Władysław II. sprach dieser der Stadt Dörfer auf der Höhe und die Nutzung des Holzes auf der Nehrung zu. Nach dem Frieden von Thorn musste sich die Stadt wieder dem Orden unterwerfen und diesen Besitz und die Rechte wieder abgeben.
Im Jahr 1454 konnte sich Danzig aus der Ordensherrschaft lösen und ging mit Kasimir IV. eine Schutzbeziehung ein. Mit Urkunde vom 16. Juni 1454 konnte sich die Rechtstadt mit Alt- und Jungstadt, sowie dem Hakelwerk vereinigen, hinzu kam das Gebiet der Ordensburg. Das vereinigte Danzig erhielt die Grundherrschaft über die Frische Nehrung von Weichselmünde bis zum Tief bei Pillau, ebenso über das Stüblauer Werder (Danziger Werder) und über eine Reihe von Ortschaften auf der Höhe. Da der Orden nach dem Zweiten Frieden von Thorn 1466 die Frische Nehrung zwischen Pillau und Narmeln erhielt, wurde Danzig mit der Halbinsel Hel von Hela bis Danziger Heisternest entschädigt.
Im Jahr 1530 konnte die Stadt Danzig die Scharpau auf dem Großen Marienburger Werder vom Bischof des Ermlands erwerben.

### Polnische Teilungen 1772 und 1793
Mit der ersten Teilung Polens annektierte Preußen 1772 Pommerellen mit Ausnahme des Danziger Gebiets. Da Neufahrwasser auf Gebiet des Klosters Oliva lag, schnürte Preußen den Danziger Hafen ab und kontrollierte den gesamten Danziger Außenhandel. Mit der Königlich-Preußische Immediatstadt Stolzenberg auf ehemalig bischöflichen Gebiet schuf Preußen eine Konkurrenz zu Danzig. Bei der Zweiten Teilung Polens 1793 kam die Stadt Danzig mit ihrem Gebiet an Preußen.

### Republik Danzig 1807–1813
Am 21. Juli 1807 wurde durch die Truppen Napoleons das Danziger Gebiet in Form einer Freien Stadt wiederhergestellt. In weiten Teilen bestanden die Grenzen wie vor 1793. Jedoch blieben Braunsdorf und Wartsch sowie die Scharpau bei Preußen. Hinzu Kamen die Dörfer des Bischofs, die der Klöster, Hospitäler und des Patriziats sowie der Besitz des Klosters Oliva im Nordwesten der Stadt, der Langfuhr, Neufahrwasser, Oliva, Saspe und Glettkau umfasste. Hinzu kamen auch adlige Güter auf der Danziger Höhe. Die Grenzen der Republik Danzig wurden im Westen durch Glettkau- und Strellnikbach sowie die Radaune bestimmt. Der Besitz der Nehrung schloss wiederum Narmeln mit ein, auf der Hela erstreckte er sich bis Großendorf über die gesamte Halbinsel. Die Stadt hatte die Pflicht dort die Leuchttürme zu unterhalten.

### Freie Stadt Danzig 1920–1939
Aufgrund der Bestimmungen des Versailler Vertrags fiel das ehemalige Danziger Gebiet nach dem Ersten Weltkrieg 1920 an die Freie Stadt Danzig, mit Ausnahme der Frischen Nehrung von Pröbbernau bis Narmeln und eines Teils der Danziger Höhe, die zum Polnischen Korridor kam.

### Nach 1945
Das Gebiet der Freien Stadt Danzig kam 1945 an die Volksrepublik Polen. Es gehört seit 1999 zu den Städten Danzig und Sopot (Zoppot) sowie zu den Powiaten Gdański, Malborski und Nowodworski. Der Ort Narmeln kam als einziger Ort Westpreußens und des ehemaligen Danziger Gebiets 1945 an die Sowjetunion.

## Gebiet der Stadt Danzig 1577–1793
- Die befestigte Stadt Danzig
- Das Danziger Bauamt
- Die Danziger Nehrung von der Festung Weichselmünde bis Narmeln
  - mit dem Steegener Werder, der alten Binnennehrung und Außennehrung (später neue Binnennehrung)
  - ein Teil der Kämpen am Frischen Haff
- Die Scharpau
- Das Danziger Werder, mit Ausnahme adliger und anderer Orte  (s. u.)
- Orte der Danziger Höhe von Stadtgebiet bis Braunsdorf
- Die Halbinsel Hela von Hela bis Danziger Heisternest

## Anderer Besitz im Danziger Werder und auf der Höhe

### Gebiet der Danziger Hospitäler und Klöster
- Krampitz im Danziger Werder
- Fidlin, Lappin, Mankoschin, Pietzkendorf, Rambeltsch, Schüddelkau und Zankenzin auf der Danziger Höhe
- Schidlitz (Brigittenkloster)

### Danziger Patriziat
- Hochzeit, Nassenhuben, Neunhuben im Danziger Werder – die Dörfer waren reformiert

### Bistum und Klöster
- Bischof von Leslau: St. Albrecht, Altschottland, Gemlitz, Stolzenberg
- Kloster Oliva: Mönchengrebin, Groß und Klein Holländer am Troyl
- Kartause Marienparadies: Quadendorf
- Kloster Pelplin: Hoppenbruch (1814 zur Stadt Danzig)

## Gebiet der Republik Danzig 1807–1813
- Die befestigte Stadt Danzig
- Das Danziger Bauamt
- Die Danziger Nehrung von der Festung Weichselmünde bis Narmeln
  - mit dem Steegener Werder, der alten Binnennehrung und Außennehrung (später neue Binnennehrung)
  - ein Teil der Kämpen am Frischen Haff
- Das Danziger Werder
- Die Danziger Höhe nördlich der Radaune (ohne Braunsdorf und  Wartsch)
- Die gesamte Halbinsel Hela von Hela bis Großendorf
- Das Gebiet des Klosters Oliva im Nordwesten der Stadt

## Gebiet der Freien Stadt Danzig 1920–1939
- Die Stadt Danzig
- Die Danziger Nehrung bis Neue Welt
  - mit dem Steegener Werder, der alten und neuen Binnennehrung
  - mit den Kämpen am Frischen Haff
- Das Danziger Werder (und Bauamt)
- Großes Marienburger Werder (mit der Scharpau)
- Kreis Danziger Höhe mit Abtretungen an den Korridor und Zugewinn nach Südwesten
- Die Stadt Zoppot